# Dominique Séguier
Dominique Séguier, mort le 16 mai 1659 à Paris, est un prélat français, évêque d'Auxerre puis de Meaux au XVIIe siècle.

## Biographie
Dominique est fils de Jean Séguier et petit-fils du magistrat Pierre Ier Séguier (1504-1580), issu d'une famille réputée de juristes, originaire du Quercy. Son père, Jean Séguier, seigneur d'Autry, occupe les fonctions de lieutenant civil de Paris au moment de sa mort prématurée en 1596. Dominique est le frère du chancelier de France Pierre Séguier.
Dominique Séguier est doyen de Notre-Dame de Paris et premier aumônier du roi, et vient de recevoir le titre d'archevêque de Corinthe lorsque le roi le nomme en 1631 à l'évêché d'Auxerre, vacant par la mort de Gilles de Souvre.

### Épiscopat d'Auxerre
Séguier procure à son église des reliques de Saint Pèlerin. Il réforme en 1635 l'abbaye de Saint-Père en y introduisant des chanoines réguliers de Sainte-Geneviève, et veut que son palais épiscopal et les deux châteaux de Régennes et de Varzy soient soigneusement réparés. Sa charité qui accueillait tous les malheureux était surtout ingénieuse pour secourir les pauvres. 
Le 17 juillet 1636, il baptise Anne Marie Louise d'Orléans, dite la Grande Mademoiselle, fille de Gaston Jean Baptiste de France, duc d'Orléans, et de Marie de Bourbon, duchesse de Montpensier.
Il fait détruire en 1633 l'intérieur de la chapelle Saint-Nicolas, bâtie par Guy de Mello au nord de la salle synodale du palais épiscopal, et supprime la chapelle Saint-Alexandre, située dans la cathédrale. Il contribue à l'embellissement de la chapelle Notre-Dame-des-Vertus jouxtant la cathédrale, avec des statues et autres sculptures ; et il y favorise l'établissement d'une confrérie en se procurant des indulgences fournies par le pape Urbain III en 1635. Une de ses initiatives les plus applaudies est l'agrandissement du jardin du palais épiscopal : il aime les roses et finit par en installer 18 espèces dans son jardin. Pour ce faire il acquiert auprès des chanoines d'Auxerre plusieurs maisons, que ceux-ci lui cèdent en échange de plusieurs prés proches de la ville. En 1636 il fait faire les terrasses à neuf. Il fait aussi des aménagements assez importants au château épiscopal de Régennes, qu'il préfère à tous ses autres résidences épiscopales : .
En 1637 Louis XIII le fait transférer à l'épiscopat de Meaux. Séguier écrit une lettre dans ce sens au chapitre d'Auxerre datée du 4 septembre 1637.